# バリル・フィリップス
バリル・フィリップス（Burrill Phillips、1907年11月9日 - 1988年6月22日）は、アメリカ合衆国の作曲家。
ネブラスカ州オマハ出身。最もよく知られている曲は『マクガフィー読本からの抜粋』で、これは3つの19世紀のアメリカの詩から成り立っている。第1曲の「二輪馬車」はオリバー・ウェンデル・ホームズの作品によっている。第2曲の「ジョン・オールデンとプリシラ・オールデン」と第3曲の「ポール・リビアの真夜中の疾駆」はヘンリー・ワズワース・ロングフェローの作品によっている。

## 文献
- Basart, Ann P. "Phillips, Burrill". The New Grove Dictionary of Music and Musicians, edited by Stanley Sadie and John Tyrrell. London: Macmillan; New York: Grove's Dictionaries.
- “Phillips, Burrill,” in the New Grove Dictionary of Music & Musicians, London: Macmillan, 1980, v. 14, p. 659-660.